# ヘスス・バレンズエラ
ヘスス・ノエル・バレンズエラ・サエス（Jesús Noel Valenzuela Sáez、1983年11月24日 - ）は、ベネズエラ・ポルトゥゲサ州出身のサッカー審判員。
2011-12シーズンのプリメーラ・ディビシオン、アペルトゥーラの審判員として初出場を果たした  。
2013年から国際サッカー連盟 (FIFA) 登録の国際審判員として活動しており、2021年 12月14日には、南米サッカー連盟 (CONMEBOL) の最優秀レフェリーとして表彰された。
2022年5月19日、FIFAはカタールで開催される2022 FIFAワールドカップの審判リストを発表し、主審候補の一人に選ばれた。